# Rust (Echo & the Bunnymen)
Rust is een nummer van de Britse band Echo & the Bunnymen uit 1999. Het is de eerste single van hun achtste studioalbum What Are You Going to Do with Your Life?.
"Rust" is een pleidooi voor verbinding en steun. Omdat het slecht gaat met de zanger, spreekt hij een verlangen uit naar iemands aanwezigheid, iemand die troost en begrip kan bieden. Het nummer werd enkel een hit in het Verenigd Koninkrijk, waar het een bescheiden 22e positie bereikte.

## Tracklijst
7"
1. "Rust" (radioversie)
2. "The Fish Hook Girl"

CD1
1. "Rust" (radioversie) – 4:17
2. "The Fish Hook Girl" – 4:39
3. "See the Horizon" – 4:03

CD2
1. "Rust" – 5:26
2. "Sense of Life" – 4:18
3. "Beyond the Green" – 2:43